# Miguel Rosa Pérez Farías
Miguel Rosa Pérez Farías (f. 3 de junio de 1985) fue un militar argentino, perteneciente a la Armada, que se desempeñó como gobernador del Territorio Nacional de la Tierra del Fuego, Antártida e Islas del Atlántico Sur entre junio y octubre de 1962.

## Biografía
Ingresó a la Armada Argentina en 1924, como parte de la promoción 18 del Cuerpo de Ingenieros Maquinistas, egresando de la Escuela Naval Militar en 1931.
Fue jefe de máquinas del torpedero ARA Santa Cruz (D-12).
En agosto de 1956, fue designado oficial mayor en la intervención federal de facto de la provincia de Santa Fe, durante la dictadura autodenominada «Revolución Libertadora».
Tras el quiebre institucional del golpe de Estado de 1962, en junio de ese año, fue designado gobernador del Territorio Nacional de la Tierra del Fuego, Antártida e Islas del Atlántico Sur por el presidente José María Guido, en reemplazo de Ernesto Manuel Campos. Ocupó el cargo por pocos meses hasta octubre, cuando Campos regresó a la gobernación y se reorganizaron los partidos políticos.
Pasó a retiro con el grado de capitán de navío. Falleció el 3 de junio de 1985.